# 五色旗 (中華民國)
五色旗是中華民國建國初期的國旗，由南京臨時政府及北洋政府採用，旗面按顺序为红、黄、蓝、白、黑的五色横条，比例为5:8。红、黄、蓝、白、黑取自中國傳統五方色，順應以五為定數的歷史文化習慣。五色同時亦代表汉、满、蒙、回、藏五族共和。

## 历史

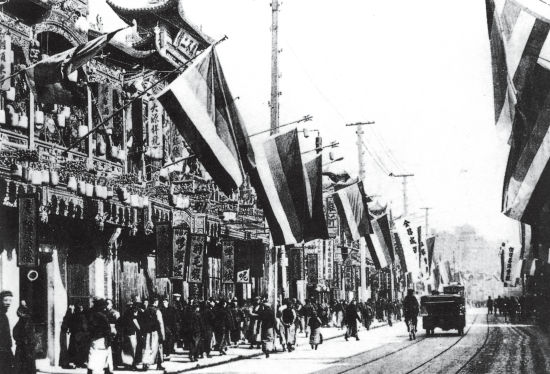
1911年11月上海南京路悬挂的五色旗

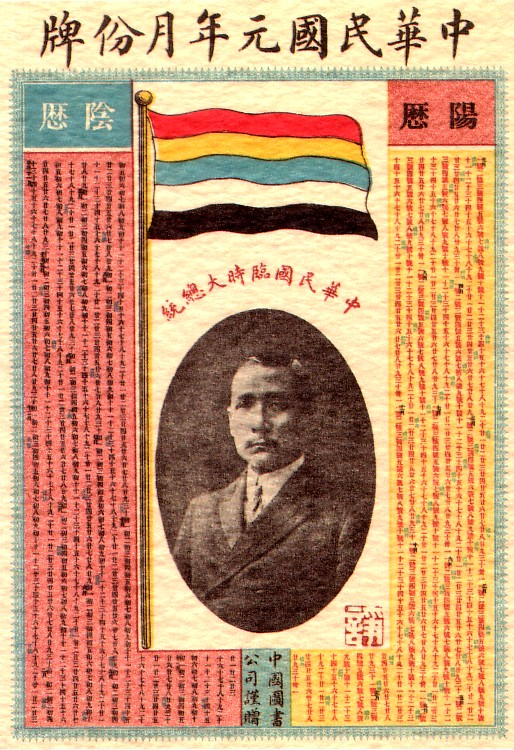
中華民國元年月份牌，上有五色旗

### 提议
五色旗最早于1906年冬同盟會本部讨论《革命方略》和国旗草案时被提出。1911年12月4日，江蘇、浙江、上海都督於上海會議籌組政府及以五色旗为国旗方案，五色旗为程德全、宋教仁、陳其美、莊蘊寬、趙鳳昌所支持，由有「民國產婆」之稱的趙鳳昌設計 。认为五色在中国传统中的五行学说中有所反映，且与五德等中國文化使用五數的习惯相符合。代表五个民族的五色可以緩和種族革命的意义，亦是政治清明的象征。
武昌起义后，江蘇、浙江、安徽等省多用此旗。1911年12月4日在留沪各省代表及苏浙沪三督参加的共和联合会大会上，由程德全提出以五色旗为国旗。南下与会的奉天咨议局议长吴景濂解释说：
中华民国五色国旗红、黄、蓝、白、黑，系代表汉、满、蒙、回、藏五族共和。发动在沪会议选举大元帅及副元帅之时，既由多数代表与江苏都督程德全、浙江都督汤蛰仙及黄克强先生等，商谈以用五色旗为相宜。且表明革命行为，系为政治改造而起，非专为种族革命，且可缓和满、蒙、回、藏心理，与汉人共同努力赞助共和。此意发出，群以为是，公决于组织临时政府后由政府提出此案，交临时参议院议决，定五色旗红、黄、蓝、白、黑，代表五族共和，为中华民国国旗，由政府公布之。
沪军都督陈其美统一式样并于12月17日向全市颁发标准统一的五色旗。随后参议院为国旗制定产生了剧烈的争议，最终以五色旗代表汉满蒙回藏五族最为普遍，决定采用五色旗作为国旗。12月28日南京各省代表会议通电全国，号召在12月29日选举临时大总统时“凡我国国民应于是日悬挂国旗以志庆典”，此时临时大总统选票亦印有五色旗图案。12月31日沪军都督陈其美晓谕各界：“自明日起各界一律悬挂国旗，以昭庆贺而光大典”。1912年1月1日孫文就任临时大总统日，南京、上海两地普遍悬挂五色旗。

### 颁定
1912年1月9日，副总统黎元洪致电南京：“正朔已定，国旗及军商各旗式应即划归一律，请速颁发定式，以便遵行。”1912年（民國元年）1月10日，中華民國臨時參議院在南京通過《国旗统一案》，确定五色旗為中華民國國旗，青天白日滿地紅旗為海軍軍旗。并咨请临时大总统“饬部颁布各省施行”。孙文根据《修正中华民国临时政府组织大纲》，行使了否决权。1月12日，孙文咨复各省代表会议《复参议会论国旗函》，要求民选国会成立之后，付之国民公决：
贵会咨来议决用五色旗为国旗等因，本总统对于此问题以为未可遽付颁行。盖现时民国各省已用之旗大别有三：武汉首义，则用内外十八省之徽志；苏、浙则用五色之徽志；今用其一必废其二，所用者必较此为最良，非有绝大充分之理由，不能为折衷定论。故本总统不欲遽定之于此时，而欲俟满虏既亡，民选国会成立之后，付之国民公决。若决定于此时，则五色旗遂足为比较最良之徽志否，殆未易言。……夫国旗之领用，所重有三：一旗之历史，二旗之取义，三旗之美观也。武汉之旗，以之为全国之首义尚矣；江浙之旗，以之克复南京；而天日之旗，则为汉族共和党人用之南方起义者十余年。……但本总统以为非于此时决定则可勿详论。因而知武汉所主张，亦有完满之解说。究之革命用兵之际，国旗统一尚非所急。有如美国，亦几经更改而后定现所行用之旗章。故本总统以为暂勿颁定施行，而俟诸民选国会成立之后。谨复。并请公安。
1912年2月12日清帝退位，2月13日孫文提出辞呈，2月15日臨時參議院選袁世凱任臨時大總統。袁世凯被举为临时大总统后公布过渡暂行办法，规定“国旗暂用五色旗”，并将“暂用国旗式样”照会各国驻华公使。1912年4月临时参议院迁至北京。5月6日，北京临时参议院第二次会议审议国旗统一案，议员谷锺秀先叙述了南京会议议决的国旗统一案与临时大总统孙文的咨复情况，并提付政府复议国旗统一案。但由于议员意见不一，于5月10日再次审议：在参议院院会上，特别审查员杨廷栋对国旗统一案做了审查报告，说明五色国旗各处久用、中外成知，自难更易。随后议员讨论了将十八星旗定为陆军旗，青天白日旗定为海军旗的方案。由于议员对于十八星代表的意涵存在争议，高家骥谓请先表决五色国旗，陆军星旗再付审查。议长请赞成以五色旗为国旗者起立，以“此时民国全体皆为五色旗，而实不能有所更动”原因，经多数表决通过以五色旗作为中华民国国旗。然而，根据1912年《临时约法》，对于临时大总统咨院复议之案，如否决咨复、维持前议，须有到会参议员三分之二以上同意，所以临时参议院的审议程序是有瑕疵的。只是北京临时参议院中，共和党和统一共和党占据优势，有意无视国旗案曾被咨复的事实。随后参议院颁布《咨请临时大总统规定国旗及陆海军旗式样公布施行文》提请临时大总统公布国旗。
6月8日袁世凯颁布《临时大总统令》，宣布五色旗成为中华民国法定国旗：
参议院议决以五色旗为国旗，商旗适用国旗，以十九星旗为陆军旗，以青天白日旗为海军旗。本大总统按照约法第二十二条公布之，此令。
此时五色旗在使用时期通常在早晨七点升旗，晚间六点降旗。不用时应将一色折叠为一层，红色在上黑色在下，从旗腰一段卷成筒状，外面用线单节系好。

### 廢止

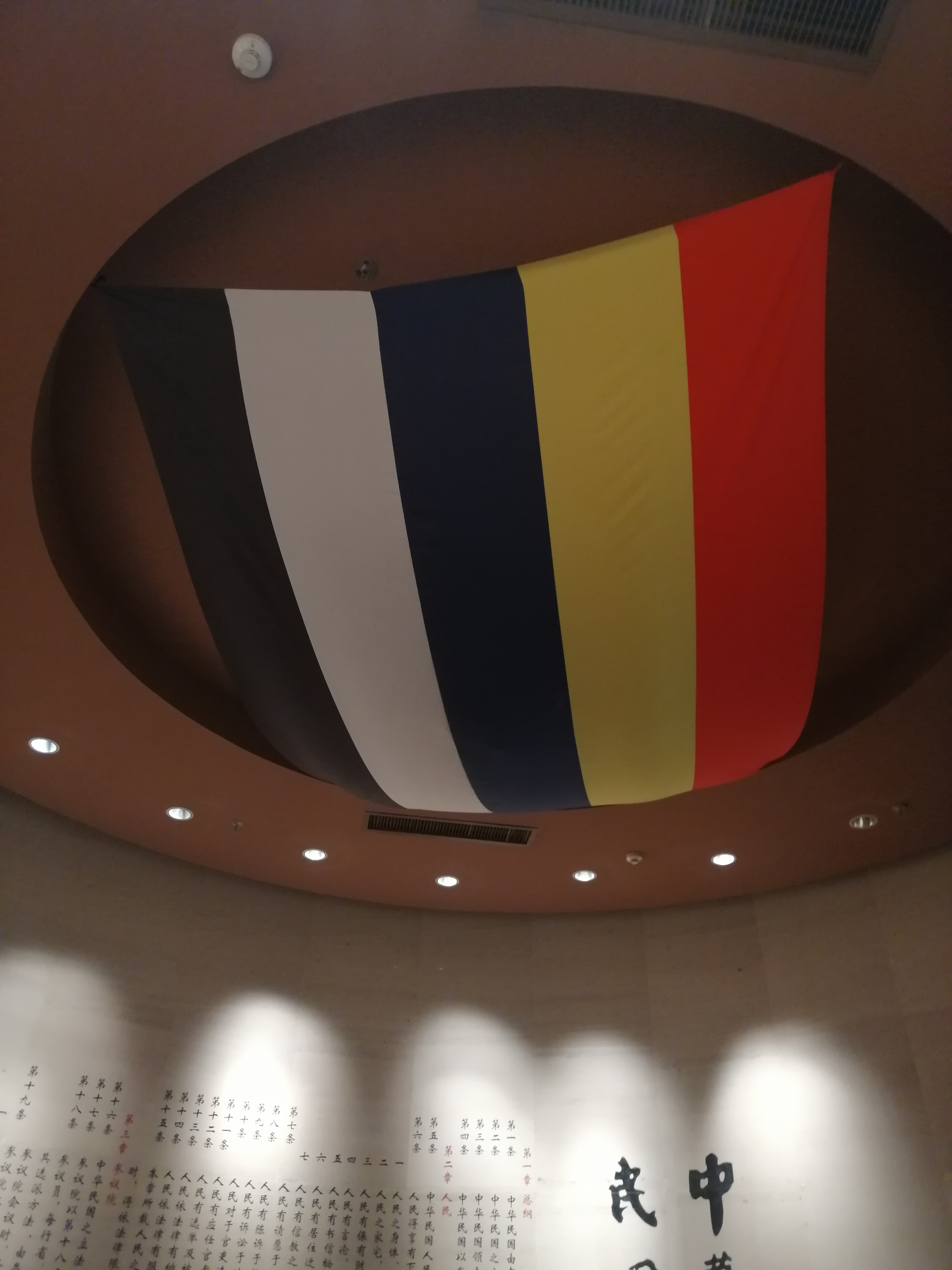
辛亥革命博物館裏懸挂的五色旗

1914年，二次革命失敗後，孫中山發表中華革命黨革命方略，在該方略「第一編　軍政」、「第一章　總綱」之「第三節　旗幟及服制」，第八條「中華民國以青天白日旗為國旗，其圖說如左：旗以紅色為地，青天白日為章，章在旗之首上隅。旗章之地用藍色作天，圓心用白色作日，日緣仍用藍色，日邊飾以光芒十二道。光芒之空間仍用白色。」，後第九條「大元帥帥旗及軍旗在未分別製定專旗以前，得用青天白日之旗章為軍旗。」1921年4月7日，非常国会推选孙中山为非常大总统，公布青天白日满地红为国旗。1924年6月23日，国民党中央执行委员会决定以青天白日旗为党旗，青天白日满地红为国旗。1925年，國民政府在廣州成立。1928年11月2日国民政府第五次国务会议决议制定《中华民国国徽国旗法》。12月17日公布以青天白日为国徽，青天白日满地红为国旗。
1928年國民革命軍北伐中各地五色旗逐步被青天白日滿地紅旗取代，1928年12月29日东北保安总司令张学良通电宣布東北易幟：“于即日起宣布遵守三民主义，服从国民政府，改易旗帜”。12月29日上午7时，东三省同时升起青天白日滿地紅旗，青天白日滿地紅旗完全取代五色旗。

## 争议
1912年1月12日，孙文咨复各省代表会议《复参议会论国旗函》，要求民选国会成立之后，付之国民公决。孙文已经根据《修正中华民国临时政府组织大纲》，行使了否决权。然而临时参议院中，共和党和统一共和党占据优势，有意无视国旗案曾被咨复的事实。根据1912年《临时约法》，对于临时大总统咨院复议之案，如否决咨复、维持前议，须有到会参议员三分之二以上同意，所以临时参议院的审议程序是有瑕疵的。
孙文陈述其反对五色旗为国旗的三个理由：
一、清国旧例，海军以五色旗为一二品大官之旗。今黜满清之国旗，而用其官旗，未免失体。
二、其用意为五大民族，然其分配代色，取义不确，如以黄代满之类。
三、既言五族平等，而上下排列，仍有阶级。
传统上的中国水师使用五色旗帜（五方旗）作为官员乘舰旗。
北洋海军成立時沿袭了此一传统。据《北洋海軍章程》规定：“提督用五色長方旗；諸將用三色長方旗；旗之上角，各飾以錨形”。1874-1890年间北洋艦隊所使用的提督旗和全軍將領旗（海軍級別旗）為自上而下的黄、白、黑、绿、红橫條，左上為藍龍戲珠的团龙或紅色鐵錨圖案。然而这里的黄、白两色象征君主权威，黑、绿、红三色代表大清海軍的北洋、南洋、粵洋三支舰队。。1890年后采用团龙图案的提督旗。
北洋舰队另有仅由五色横条构成的大官旗，在陆军总兵及道員以上官员乘舰时悬挂。1874年大官旗色彩自上而下为红绿黄黑白。1890年改为红蓝黄白黑。而1886年5月，醇亲王奕譞奉旨巡阅北洋海防时曾绘制《阅师图卷》，其中《兵船悬彩》描绘的定远舰前桅顶端升挂的是蓝红黄白黑的五色旗帜。
| 北洋舰队提督旗（1874-1890） |
| 北洋舰队提督旗（1874-1890） |

| 北洋舰队提督旗（1890-1909） |
| 北洋舰队提督旗（1890-1909） |

| 北洋舰队大官旗（1874-1890） |
| 北洋舰队大官旗（1874-1890） |

| 北洋舰队大官旗（1890-1909） |
| 北洋舰队大官旗（1890-1909） |

然而，將五方色運用於旗幟上實乃東亞固有之傳統，並非清朝北洋水師所獨有。例如琉球國進貢船，其上即可見五色旗。又如華人民間信仰之王船，其造型仿古代帆船，前桅上亦懸有五色旗。

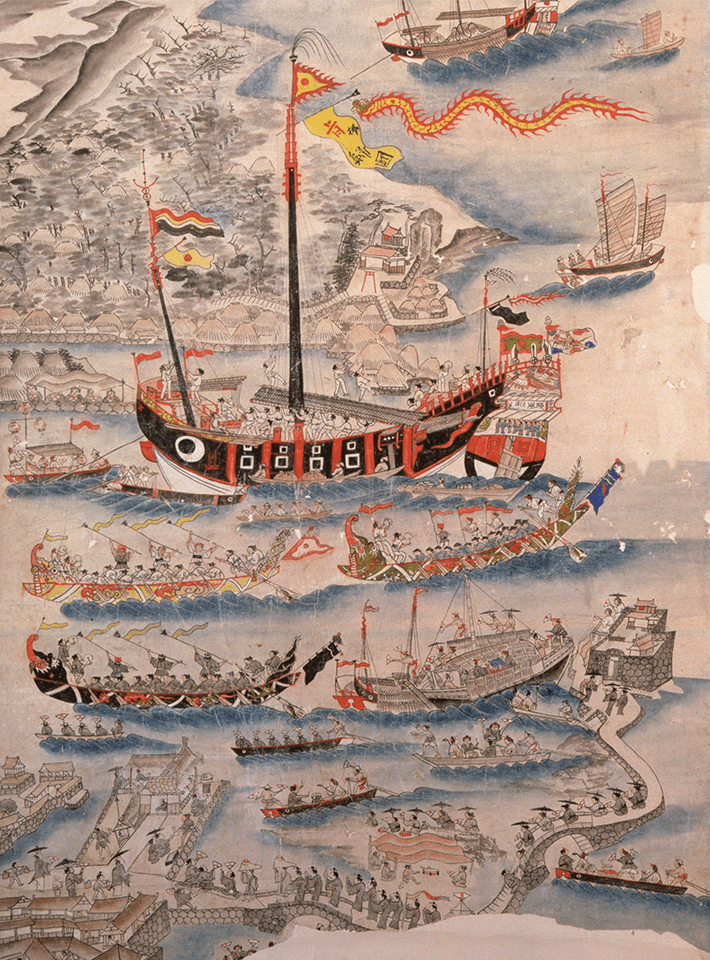
琉球船
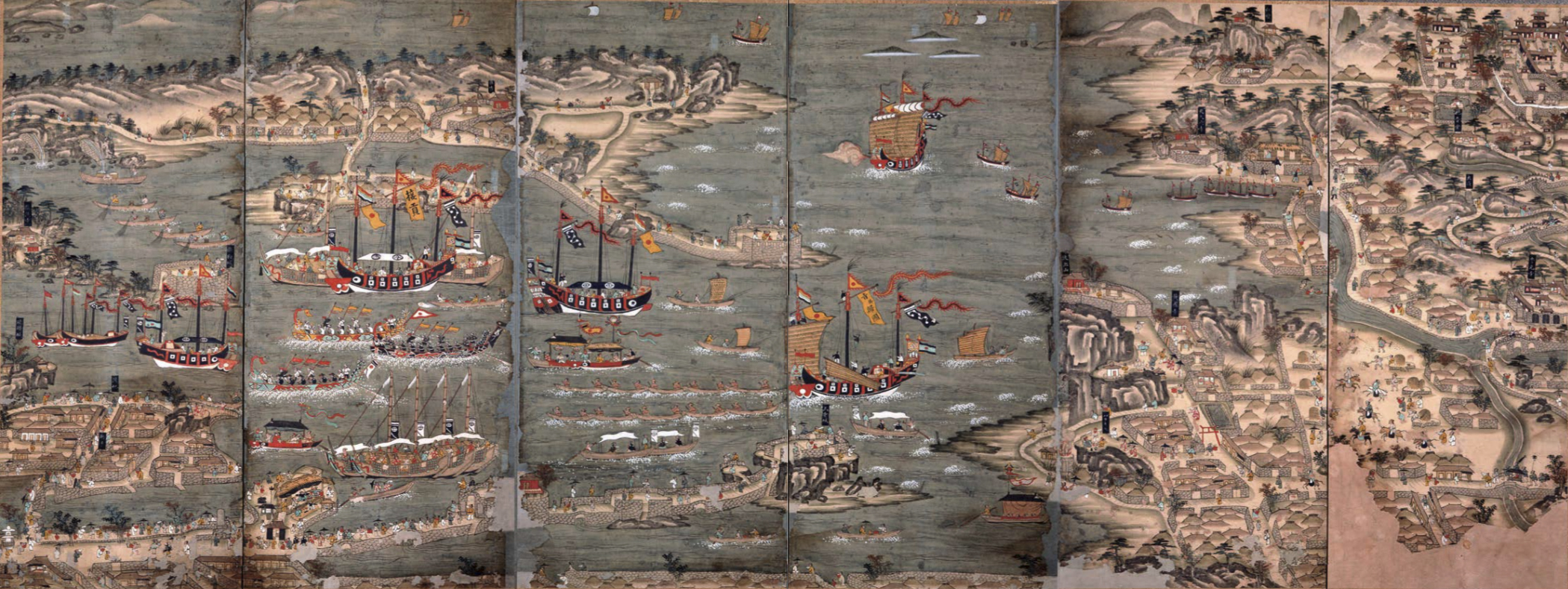
琉球港口船隻進出
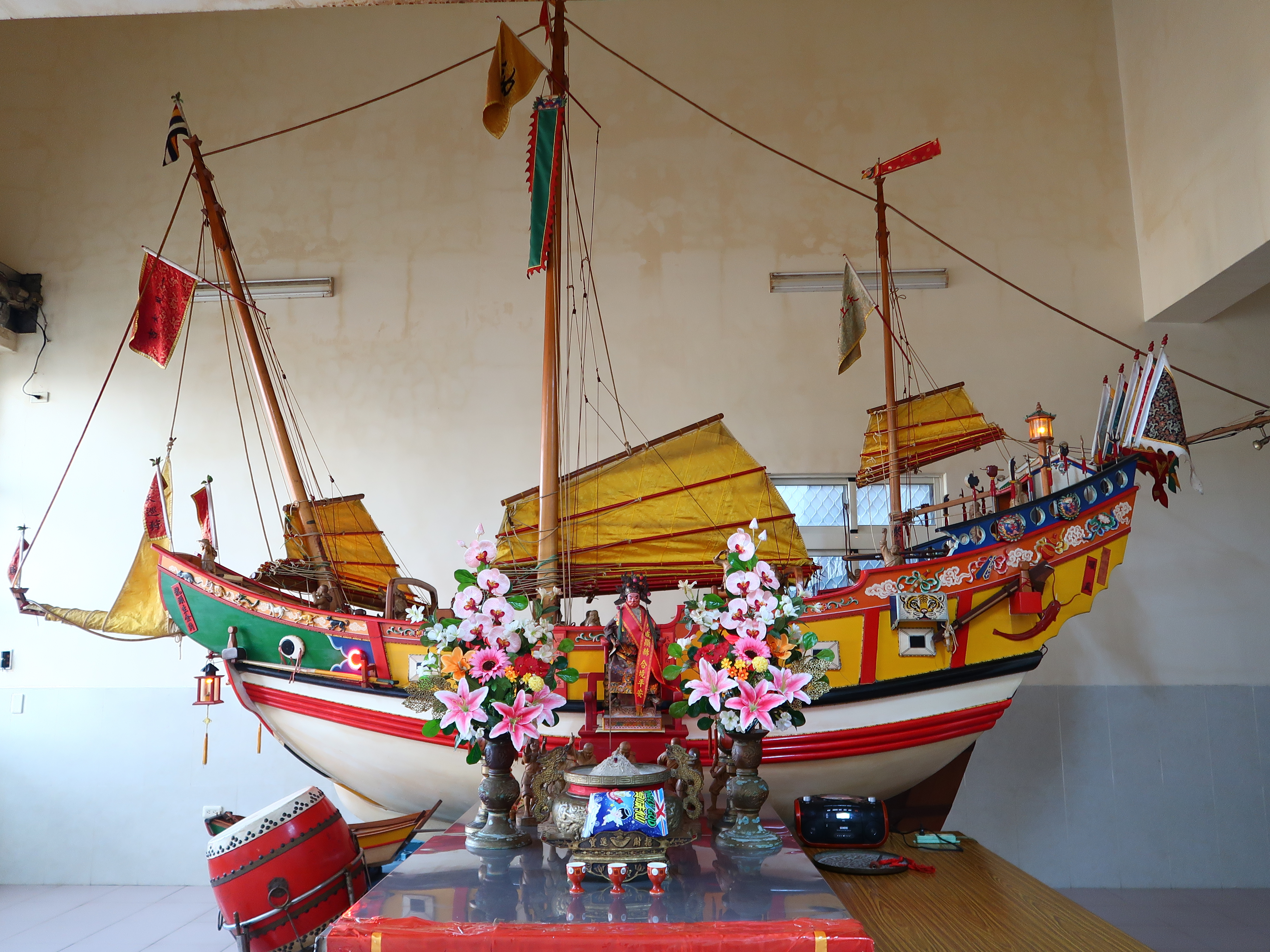
王船

## 衍生旗帜
- 1927年9月25日中華民國軍政府公告制定的「大元帥旗」以五色旗为底，横长五尺，直长三尺五寸，靠旗桿上角留一尺七寸五分見方白地，白地正反兩面繡製以金黃色嘉禾环绕的十二章大勳章（尚書十二章）图案，旗帜边缘加以四寸杏黄丝穗。旗桿在右側。[37]大勳章本是清朝皇帝所佩的大寶章，制定於1911年；推行未久，清朝滅亡，民國沿用之，改名為大勳章，由大總統佩戴，設計幾乎沒有改變。[38]
- 北洋政府时期的海关旗以五色旗为底，左上为绿底黄X字，绿、黄两色为清代海关旗帜色彩。[39]
- 北洋政府时期的邮政旗左上为五色旗，白底缀有灰雁。

| 大元帅旗 |
| 大元帅旗 |

| 海关旗 |
| 海关旗 |

| 邮政旗 |
| 邮政旗 |

## 影响
1915年袁世凱成立的「中華帝國」，采用与中華民國五色旗相同的顏色和寓意。
五色旗是五族共和的象徵。
东清铁路和东省特别区的旗帜同样受到五色旗和满洲国国旗影响。
日本軍部在抗戰初期扶持的一些傀儡政權亦採用五色旗或其變體作為旗幟。例如冀東防共自治政府、北京中華民國臨時政府及南京中華民國維新政府均曾再度使用五色旗。日軍扶植的滿洲國、蒙疆聯合自治政府的國旗的設計亦受到了五色旗以顏色代民族的影響。
受五色旗影響的旗幟：
| 中華帝國國旗草案 |
| 中華帝國國旗草案 |

| 中華帝國國旗 |
| 中華帝國國旗 |

| 滿洲國國旗 |
| 滿洲國國旗 |

| 中華民國維新政府與中華民國臨時政府旗幟 |
| 中華民國維新政府與中華民國臨時政府旗幟 |

| 中華民國北洋政府海關總稅務司旗幟 |
| 中華民國北洋政府海關總稅務司旗幟 |

| 1915-1925年东省铁路旗帜 |
| 1915-1925年东省铁路旗帜 |

| 1925-1932年东省铁路旗帜 |
| 1925-1932年东省铁路旗帜 |

| 1932-1935年北满铁路旗帜 |
| 1932-1935年北满铁路旗帜 |

| 滿洲國軍旗及海軍旗 |
| 滿洲國軍旗及海軍旗 |

| 满洲国民船管理局局长旗，左上使用满洲国国旗五色横条 |
| 满洲国民船管理局局长旗，左上使用满洲国国旗五色横条 |

| 蒙古軍政府與蒙古聯盟自治政府旗幟 |
| 蒙古軍政府與蒙古聯盟自治政府旗幟 |

| 察南自治政府旗帜 |
| 察南自治政府旗帜 |

| 晋北自治政府旗帜 |
| 晋北自治政府旗帜 |

| 蒙疆聯合自治政府旗幟 |
| 蒙疆聯合自治政府旗幟 |

变体：
| 北洋政府軍隊徽章 |
| 北洋政府軍隊徽章 |

| 北洋政府空軍國籍標誌 |
| 北洋政府空軍國籍標誌 |

| 北洋时期的警察旗 |
| 北洋时期的警察旗 |

## 後續
- 1936年同盟會元老章太炎逝世之時以五色旗覆蓋，以紀念其爲辛亥革命勝利與五色旗誕生的貢獻。其視青天白日滿地紅旗為國民黨之旗幟。[40]
- 2004年7月14日，中華民國總統府資政、台灣作家柏楊提出廢除青天白日滿地紅旗，恢復五色旗為中華民國國旗的建議。[41][42]
- 當代有部分反對中共、主張中國聯邦主義的民運人士亦使用此旗。[43]